# Estación de La Calzada
La Calzada (en euskera Galtzara) es un apeadero ferroviario situado en el núcleo de población de Valmaseda del concejo español homónimo, en la provincia de Vizcaya, comunidad autónoma del País Vasco. Forma parte de la red de ancho métrico de Adif, operada por Renfe Operadora a través de su división comercial Renfe Cercanías AM. Está integrada dentro del núcleo de Cercanías de Bilbao y pertenece a la línea C-4, que une la estación de Bilbao Concordia con esta estación siendo, por tanto, la terminal sur de la línea.

## Situación ferroviaria
La estación se encuentra en el punto kilométrico 283 de la línea férrea de ancho métrico de Bilbao a La Robla y León, (conocido como Ferrocarril de La Robla). El kilometraje se corresponde con el histórico, tomando La Robla como punto de partida. Según Adif, la denominación oficial de la línea a la que pertenece la estación es la 08-790 (Asunción Universidad-Aranguren).
Se sitúa entre las estaciones de Valmaseda y Arla-Berrón, a 147 metros de altitud. El tramo es de vía única y está electrificado a 1,5 Kv con alimentación por catenaria compensada.

## Historia
Los orígenes de la línea se remontan a 1890, con la inauguración de la línea de la Compañía del Ferrocarril del Cadagua. La línea de Bilbao a Valmaseda se electrificó el 16 de octubre de 1996, tramo al que pertenece la estación.
Sin embargo, ninguna estación hubo en el lugar hasta el 22 de abril de 2009, con la inauguración del apeadero de La Calzada por parte de Feve (operador de la línea desde el 6 de marzo de 1972), el cual aprovechó para mejorar el servicio que prestaba en Vizcaya. Para ello, creó una línea de cercanías que complementara los servicios comarcales del corredor Bilbao-Valmaseda, con el objetivo de prestar un servicio más eficiente que el que venía dándose hasta entonces. Esto se debe a que el principal destino de los viajeros de las paradas intermedias era hacia/desde Bilbao, siendo despreciable el tráfico hacia León.
Desde el 1 de enero de 2013 y tras la disolución de FEVE, el ente Adif es el titular de las instalaciones ferroviarias.

## La estación
Se encuentra situada al sur de la población, muy cerca del límite provincial con Burgos. El recinto dispone de rampa de acceso y puertas automáticas, estando adaptado a usuarios PMR. Se trata de una estructura acristalada situada sobre el andén que se encuentra a la derecha de la única vía y que cumple también la función de refugio. Se accede a ella tras superar unos escalones o una rampa. Tras las puertas automáticas se halla una expendedora de billetes, tras la cual se encuentran los tornos de acceso.
El apeadero de La Calzada está dentro de la inmediata estación de Valmaseda a efectos de circulación, por lo que tiene la capacidad de expedir trenes. Funciona como una prolongación de la vía 11 de la estación de Valmaseda, donde los trenes invierten la marcha. La estación es de carácter terminal y funciona de facto como un ramal desde Valmaseda.

## Servicios ferroviarios

### Cercanías
Forma parte de la línea C-4 (Bilbao - La Calzada) de Cercanías Bilbao. Tiene una frecuencia de trenes cercana a un tren cada treinta o sesenta minutos en función de la franja horaria. La cadencia disminuye durante los fines de semana y festivos. Los trayectos de esta relación se prestan exclusivamente con unidades eléctricas de la serie 3600 de Renfe.
| procedencia/destino | < estación | Línea | estación > | destino/procedencia |
| ------------------- | ---------- | ----- | ---------- | ------------------- |
| Bilbao Concordia    | Valmaseda  |       | Terminal   | Terminal            |